# Rígio (Évros)
Rígio (grec moderne : Ρήγιο) est une localité située dans le dème de Didymotique, dans le district régional d'Évros, dans la periphérie de Macédoine-Orientale-et-Thrace, en Grèce.
La localité appartient à la communauté municipale de Pýthio. Selon le recensement de 2021, elle compte 54 habitants.